# Маргарита Хантингдонская
Маргарита Хантингдонская (англ. Margaret of Huntingdon, 1145—1201) — шотландская принцесса, в замужестве — герцогиня Бретани и графиня Херефорда. Она была сестрой двух королей Шотландии, Малькольма IV и Вильгельма I, женой герцога Бретани Конан IV и матерью Констанции Бретонской.

## Жизнь
Маргарита родилась в 1145 году в семье Генриха Шотландского, графа Хантингдона и Нортумбрии и Ады де Варенн. В 1152 году, когда ей было семь лет, её отец умер.

### Первый брак
В 1160 году Маргарита стала герцогиней Бретани и графиней Ричмонда, выйдя замуж за Конана IV, герцога Бретани и графа Ричмонда. У Конана и Маргариты было как минимум четверо детей:
- Констанция, герцогиня Бретани (ок. 1161 — сентябрь 1201), первый муж (с 1181 года) — Джеффри Плантагенет, от которого у неё было трое детей, включая Артура I, герцога Бретани; второй муж (с 1188 года) — Ранульф де Блондвиль, 4-й граф Честер; третий муж (с 1199 года) — Ги де Туар, от которого у неё родились двойняшки, в том числе Аликс де Туар.
- Уильям (был жив в 1200)[2]
- По крайней мере двое детей умерли в младенчестве[3].

Муж Маргариты умер в феврале 1171 года, оставив её вдовой в возрасте двадцати шести лет.

### Второй брак
Незадолго до Пасхи 1171 года она во второй раз вышла замуж, за Хамфри III де Богуна, наследного лорда-констебля Англии (ок. 1155 — ок. 1181). Он был сыном Хамфри II де Богуна и Маргариты Херефордской. Она стала именоваться графиней Херефорда. Дети:
- Генри де Богун, 1-й граф Херефорд (1176 — 1 июня 1220), поручитель Великой хартии вольностей; он женился на Мод Фитц-Джеффри де Мандевиль из Эссекса, от которой у него было трое детей, включая Хамфри де Богуна, 2-го графа Херефорда, от которого произошли графы Херефорда из династии Богунов. Мод была дочерью Джеффри Фиц-Петера, 1-го графа Эссекса от его первой жены Беатрисы де Сэй.
- Матильда[4].

Согласно некоторым теориям, у Маргариты могла быть ещё одна дочь:
- Маргарет (ум. ок. 1188/1195), муж — Педро Манрике де Лара, виконт Нарбонны[5][6].

Второй муж Маргариты умер в конце 1181 года.

### Третий брак
Маргарита в третий раз вышла замуж за английского дворянина сэра Уильяма Фитц-Патрика Хертберна, который приобрёл земли Вашингтона в Дареме в 1183 году. В этом браке она родила троих детей:
- Уолтер де Вашингтон.
- Сэр Уильям де Вашингтон (ок. 1183 — ок. 1239); он женился на Аликс де Лексингтон, от которой у него были дети. род Вашингтонов происходит от Уильяма.
- Марджори де Вашингтон; первый муж — Дэвид де Линдси, второй муж — сэр Малкольм Фиц-Волдев.

Маргарита умерла в 1201 году и была похоронена в аббатстве Сотри, Хантингдоншир. Её третий и последний муж умер около 1194 года.